# بيدرو ماسكارينهاس
بيدرو ماسكارينهاس (بالبرتغالية: Pedro Mascarenhas‏) هو دبلوماسي برتغالي، ولد في 1484 في مارتلة في البرتغال، وتوفي في 23 يونيو 1555 في جوا القديمة في الهند.